# Campionati del mondo di ciclocross 2020 - Gara maschile Elite
La settantunesima edizione della gara maschile Elite dei Campionati del mondo di ciclocross 2020 si svolse il 2 febbraio 2020 con partenza ed arrivo da Dübendorf in Svizzera, su un percorso iniziale di 100 mt più un circuito di 3,15 km da ripetere 7 volte per un totale di 22,15 km. La vittoria fu appannaggio dell'olandese Mathieu van der Poel, il quale terminò la gara in 1h08'52", alla media di 19,298 km/h, precedendo il britannico Thomas Pidcock e il belga Toon Aerts.
Partenza con 39 ciclisti, dei quali 38 portarono a termine la competizione.

## Squadre partecipanti
| N.    | Cod. | Squadra     |
| ----- | ---- | ----------- |
| 1-7   | NLD  | Paesi Bassi |
| 9-15  | BEL  | Belgio      |
| 19-20 | GER  | Germania    |
| 21-22 | FRA  | Francia     |
| 23-24 | ESP  | Spagna      |
| 25-27 | USA  | Stati Uniti |
| 28-32 | SUI  | Svizzera    |

| N.    | Cod. | Squadra       |
| ----- | ---- | ------------- |
| 33-36 | CZE  | Cechia        |
| 37-38 | CAN  | Canada        |
| 39-40 | ITA  | Italia        |
| 44    | GBR  | Gran Bretagna |
| 46-47 | SVK  | Slovacchia    |
| 48    | MNE  | Montenegro    |

## Ordine d'arrivo (Top 10)
| Pos. | Corridore              | Squadra       | Tempo    |
| ---- | ---------------------- | ------------- | -------- |
| 1    | Mathieu van der Poel   | Paesi Bassi   | 1h08'52" |
| 2    | Thomas Pidcock         | Gran Bretagna | a 1'20"  |
| 3    | Toon Aerts             | Belgio        | a 1'45"  |
| 4    | Wout Van Aert          | Belgio        | a 2'04"  |
| 5    | Laurens Sweeck         | Belgio        | a 2'32"  |
| 6    | Michael Vanthourenhout | Belgio        | a 3'12"  |
| 7    | Corné van Kessel       | Paesi Bassi   | a 3'52"  |
| 8    | Tim Merlier            | Belgio        | a 4'32"  |
| 9    | Quinten Hermans        | Belgio        | a 4'48"  |
| 10   | Eli Iserbyt            | Belgio        | a 5'11"  |